# Auckland Open
L'Auckland Open, conosciuto anche come ASB Classic per ragioni di sponsorizzazione, è un torneo di tennis maschile che si disputa ad Auckland, Nuova Zelanda.
Dal 2009 fa parte della categoria ATP 250. Fino al 2015 il nome del torneo era Heineken Open. Le edizioni del 2021 e del 2022 non vengono disputate a causa della pandemia di COVID-19. Nel 2023 a causa di piogge persistenti il torneo viene svolto parzialmente indoor, su identica superficie a quella dei campi all'aperto, fra le proteste dei giocatori che si sono lamentati della scivolosità della superficie, sollevando la richiesta di coprire almeno il campo centrale con un tetto, per giocare all'aperto anche in caso di pioggia.

## Albo d'oro

### Singolare
| Anno           | Categoria                             | Vincitore                             | Finalista                             | Punteggio                             | Superficie                            |
| -------------- | ------------------------------------- | ------------------------------------- | ------------------------------------- | ------------------------------------- | ------------------------------------- |
| Pre - Era Open |                                       |                                       |                                       |                                       |                                       |
| 1956           | Indipendente                          | Bob Perry                             | Allan Burns                           | 6–4, 6–3, 6–3                         | Erba                                  |
| 1957           | Indipendente                          | Ashley Cooper                         |                                       |                                       | Erba                                  |
| 1958           | Indipendente                          | Trevor Fancutt                        | Bob Mark                              | 2–6, 6–4, 6–2, 4–6, 6–3               | Erba                                  |
| 1959           | Indipendente                          | Jeff Robson                           | Roy Emerson                           | 6–2, 6–4, 8–6                         | Erba                                  |
| 1960           | Indipendente                          | Roy Emerson (1)                       | Ronald McKenzie                       | 6–3, 6–1, 6–1                         | Erba                                  |
| 1961           | Indipendente                          | Rod Laver                             | Roy Emerson                           | 4–6, 6–3, 6–2, 3–6, 7–5               | Erba                                  |
| 1962           | Indipendente                          | Ken Fletcher                          | Lew Gerrard                           | 6–3, 8–10, 7–5, 6–2                   | Erba                                  |
| 1963           | Indipendente                          | Fred Stolle (1)                       | Bob Hewitt                            | 2–6, 6–3, 6–1, 6–2                    | Erba                                  |
| 1964           | Indipendente                          | Fred Stolle (2)                       | Lew Gerrard                           | 6–3, 6–1, 6–1                         | Erba                                  |
| 1965           | Indipendente                          | Roy Emerson (2)                       | Pierre Barthes                        | 3–6, 8–6, 7–5, 6–3                    | Erba                                  |
| 1966           | Indipendente                          | Roy Emerson (3)                       | Roger Taylor                          | 6–4, 6–3, 6–1                         | Erba                                  |
| 1967           | Indipendente                          | Roy Emerson (4)                       | Owen Davidson                         | 6–4, 6–2, 7–5                         | Erba                                  |
| 1968           | Indipendente                          | Barry Phillips-Moore                  | Onny Parun                            | 6–3, 6–8, 1–6, 6–3, 6–2               | Erba                                  |
| Era Open       |                                       |                                       |                                       |                                       |                                       |
| 1969           | Grand Prix                            | Tony Roche                            | Rod Laver                             | 6–1, 6–4, 4–6, 6–3                    | Erba                                  |
| 1970           | Indipendente                          | Roger Taylor                          | Tom Okker                             | 6–4, 6–4                              | Erba                                  |
| 1971           | Grand Prix                            | Bob Carmichael                        | Allan Stone                           | 7–6, 7–6, 6–3                         | Erba                                  |
| 1972           | Indipendente                          | Ray Ruffels                           | John Alexander                        | 6–4, 6–4                              | Erba                                  |
| 1973           | Indipendente                          | Onny Parun (1)                        | Patrick Proisy                        | 4–6, 6–7, 6–2?                        | Erba                                  |
| 1974           | Grand Prix                            | Björn Borg                            | Onny Parun                            | 6–4, 6–4, 3–6, 6–2                    | Erba                                  |
| 1975           | Grand Prix                            | Onny Parun (2)                        | Brian Fairlie                         | 4–6, 6–4, 6–4, 6–7, 6–4               | Erba                                  |
| 1976           | Grand Prix                            | Onny Parun (3)                        | Brian Fairlie                         | 6–2, 6–3, 4–6, 6–3                    | Erba                                  |
| 1977           | Grand Prix                            | Vijay Amritraj                        | Tim Wilkison                          | 7–6, 5–7, 6–1, 6–2                    | Erba                                  |
| 1978           | ATP Challenger                        | Eliot Teltscher                       | Onny Parun                            | 6–3, 7–5, 6–1                         | Cemento                               |
| 1979           | Grand Prix Regular Series             | Tim Wilkison (1)                      | Peter Feigl                           | 6–3, 4–6, 6–4, 2–6, 6–2               | Cemento                               |
| 1980           | Grand Prix Regular Series             | John Sadri                            | Tim Wilkison                          | 6–4, 3–6, 6–3, 6–4                    | Cemento                               |
| 1981           | Grand Prix Regular Series             | Bill Scanlon                          | Tim Wilkison                          | 6–7, 6–3, 3–6, 7–6, 6–0               | Cemento                               |
| 1982           | Grand Prix Regular Series             | Tim Wilkison (2)                      | Russell Simpson                       | 6–4, 6–4, 6–4                         | Cemento                               |
| 1983           | Grand Prix Regular Series             | John Alexander                        | Russell Simpson                       | 6–4, 6–3, 6–3                         | Cemento                               |
| 1984           | Grand Prix Regular Series             | Danny Saltz                           | Chip Hooper                           | 4–6, 6–3, 6–4, 6–4                    | Cemento                               |
| 1985           | Grand Prix Regular Series             | Chris Lewis                           | Wally Masur                           | 7–5, 6–0, 2–6, 6–4                    | Cemento                               |
| 1986           | Grand Prix Regular Series             | Mark Woodforde                        | Bud Shultz                            | 6–4, 6–3, 3–6, 6–4                    | Cemento                               |
| 1987           | Grand Prix Regular Series             | Miloslav Mečíř                        | Michiel Schapers                      | 6–2, 6–3, 6–4                         | Cemento                               |
| 1988           | Grand Prix Regular Series             | Amos Mansdorf                         | Ramesh Krishnan                       | 6–3, 6–4                              | Cemento                               |
| 1989           | Grand Prix Regular Series             | Ramesh Krishnan                       | Amos Mansdorf                         | 6–4, 6–0                              | Cemento                               |
| 1990           | World Series                          | Scott Davis                           | Andrej Česnokov                       | 4–6, 6–3, 6–3                         | Cemento                               |
| 1991           | World Series                          | Karel Nováček                         | Jean-Philippe Fleurian                | 7–6(5), 7–6(4)                        | Cemento                               |
| 1992           | World Series                          | Jaime Yzaga                           | MaliVai Washington                    | 7–6(6), 6–4                           | Cemento                               |
| 1993           | World Series                          | Aleksandr Volkov                      | MaliVai Washington                    | 7–6(2), 6–4                           | Cemento                               |
| 1994           | World Series                          | Magnus Gustafsson                     | Patrick McEnroe                       | 6–4, 6–0                              | Cemento                               |
| 1995           | World Series                          | Thomas Enqvist                        | Chuck Adams                           | 6–2, 6–1                              | Cemento                               |
| 1996           | World Series                          | Jiří Novák                            | Brett Steven                          | 6–4, 6–4                              | Cemento                               |
| 1997           | World Series                          | Jonas Björkman                        | Kenneth Carlsen                       | 7–6, 6–0                              | Cemento                               |
| 1998           | World Series                          | Marcelo Ríos                          | Richard Fromberg                      | 4–6, 6–4, 7–6(3)                      | Cemento                               |
| 1999           | World Series                          | Sjeng Schalken                        | Tommy Haas                            | 6–4, 6–4                              | Cemento                               |
| 2000           | International Series                  | Magnus Norman                         | Michael Chang                         | 3–6, 6–3, 7–5                         | Cemento                               |
| 2001           | International Series                  | Dominik Hrbatý (1)                    | Francisco Clavet                      | 6–4, 2–6, 6–3                         | Cemento                               |
| 2002           | International Series                  | Greg Rusedski                         | Jérôme Golmard                        | 6–7, 6–4, 7–5                         | Cemento                               |
| 2003           | International Series                  | Gustavo Kuerten                       | Dominik Hrbatý                        | 6–3, 7–5                              | Cemento                               |
| 2004           | International Series                  | Dominik Hrbatý (2)                    | Rafael Nadal                          | 4–6, 6–2, 7–5                         | Cemento                               |
| 2005           | International Series                  | Fernando González                     | Olivier Rochus                        | 6–4, 6–2                              | Cemento                               |
| 2006           | International Series                  | Jarkko Nieminen                       | Mario Ančić                           | 6–2, 6–2                              | Cemento                               |
| 2007           | International Series                  | David Ferrer (1)                      | Tommy Robredo                         | 6–4, 6–2                              | Cemento                               |
| 2008           | International Series                  | Philipp Kohlschreiber                 | Juan Carlos Ferrero                   | 7–6(4), 7–5                           | Cemento                               |
| 2009           | ATP 250                               | Juan Martín del Potro                 | Sam Querrey                           | 6–4, 6–4                              | Cemento                               |
| 2010           | ATP 250                               | John Isner (1)                        | Arnaud Clément                        | 6–3, 5–7, 7–6(2)                      | Cemento                               |
| 2011           | ATP 250                               | David Ferrer (2)                      | David Nalbandian                      | 6–3, 6–2                              | Cemento                               |
| 2012           | ATP 250                               | David Ferrer (3)                      | Olivier Rochus                        | 6–3, 6–4                              | Cemento                               |
| 2013           | ATP 250                               | David Ferrer (4)                      | Philipp Kohlschreiber                 | 7–6(5), 6–1                           | Cemento                               |
| 2014           | ATP 250                               | John Isner (2)                        | Lu Yen-hsun                           | 7–6(4), 7–6(7)                        | Cemento                               |
| 2015           | ATP 250                               | Jiří Veselý                           | Adrian Mannarino                      | 6–3, 6–2                              | Cemento                               |
| 2016           | ATP 250                               | Roberto Bautista Agut (1)             | Jack Sock                             | 6–1, 1–0 rit.                         | Cemento                               |
| 2017           | ATP 250                               | Jack Sock                             | João Sousa                            | 6–3, 5–7, 6–3                         | Cemento                               |
| 2018           | ATP 250                               | Roberto Bautista Agut (2)             | Juan Martín del Potro                 | 6–1, 4–6, 7–5                         | Cemento                               |
| 2019           | ATP 250                               | Tennys Sandgren                       | Cameron Norrie                        | 6–4, 6–2                              | Cemento                               |
| 2020           | ATP 250                               | Ugo Humbert                           | Benoît Paire                          | 7–6(2), 3–6, 7–6(5)                   | Cemento                               |
| 2021           | Annullato per pandemia di Coronavirus | Annullato per pandemia di Coronavirus | Annullato per pandemia di Coronavirus | Annullato per pandemia di Coronavirus | Annullato per pandemia di Coronavirus |
| 2022           | Annullato per pandemia di Coronavirus | Annullato per pandemia di Coronavirus | Annullato per pandemia di Coronavirus | Annullato per pandemia di Coronavirus | Annullato per pandemia di Coronavirus |
| 2023           | ATP 250                               | Richard Gasquet                       | Cameron Norrie                        | 4–6, 6–4, 6–4                         | Cemento                               |
| 2024           | ATP 250                               | Alejandro Tabilo                      | Tarō Daniel                           | 6–2, 7–5                              | Cemento                               |
| 2025           | ATP 250                               | Gaël Monfils                          | Zizou Bergs                           | 6-3, 7-5                              | Cemento                               |

### Doppio
| Anno         | Categoria                             | Vincitori                                | Finalisti                             | Punteggio                             | Superficie                            |
| ------------ | ------------------------------------- | ---------------------------------------- | ------------------------------------- | ------------------------------------- | ------------------------------------- |
| Pre-Era Open |                                       |                                          |                                       |                                       |                                       |
| 1956         | Indipendente                          | Ron McKenzie Jeff Robson                 |                                       |                                       | Erba                                  |
| 1957         | Indipendente                          | Ashley Cooper Neale Fraser (1)           |                                       |                                       | Erba                                  |
| 1958         | Indipendente                          | Robert Howe Robert Mark (1)              |                                       |                                       | Erba                                  |
| 1959         | Indipendente                          | Roy Emerson (1) Robert Mark (2)          |                                       |                                       | Erba                                  |
| 1960         | Indipendente                          | Roy Emerson (2) Neale Fraser (2)         |                                       |                                       | Erba                                  |
| 1961         | Indipendente                          | Robert Hewitt (1) Rod Laver              |                                       |                                       | Erba                                  |
| 1962         | Indipendente                          | Ken Fletcher John Newcombe (1)           |                                       |                                       | Erba                                  |
| 1963         | Indipendente                          | Robert Hewitt (2) Fred Stolle (1)        |                                       |                                       | Erba                                  |
| 1964         | Indipendente                          | John Newcombe (2) Fred Stolle (2)        |                                       |                                       | Erba                                  |
| 1965         | Indipendente                          | Roy Emerson (3) Fred Stolle (3)          |                                       |                                       | Erba                                  |
| 1966         | Indipendente                          | Roy Emerson (4) Fred Stolle (4)          |                                       |                                       | Erba                                  |
| 1967         | Indipendente                          | Owen Davidson Roy Emerson (5)            |                                       |                                       | Erba                                  |
| 1968         | Indipendente                          | Richard Crealy Barry Phillips-Moore (1)  |                                       |                                       | Erba                                  |
| Era Open     |                                       |                                          |                                       |                                       |                                       |
| 1969         | Grand Prix                            | Raymond Moore Roger Taylor               | Malcolm Anderson Toomas Leius         | 13–15, 6–3, 8–6, 8–6                  | Erba                                  |
| 1970         | Indipendente                          | Richard Crealy Ray Ruffels (1)           |                                       |                                       | Erba                                  |
| 1971         | Grand Prix                            | Bob Carmichael (1) Ray Ruffels (2)       | Brian Fairlie Raymond Moore           | 6–3, 6–7, 6–4, 4–6, 6–3               | Erba                                  |
| 1972         | Indipendente                          | Bob Carmichael (2) Ray Ruffels (3)       |                                       |                                       | Erba                                  |
| 1973         | Indipendente                          | Brian Fairlie Allan Ston                 |                                       |                                       | Erba                                  |
| 1974         | Grand Prix                            | Syd Ball Bob Giltinan                    | Ray Ruffels Allan Stone               | 6–1, 6–4                              | Erba                                  |
| 1975         | Grand Prix                            | Bob Carmichael (3) Ray Ruffels (4)       | Onny Parun Brian Fairlie              | 7–6, rit                              | Erba                                  |
| 1976         | Doppio non completato                 | Doppio non completato                    | Doppio non completato                 | Doppio non completato                 | Doppio non completato                 |
| 1977         | Grand Prix                            | Chris Lewis (1) Russell Simpson (1)      | Peter Langsford Jonathan Smith        | 7–6 6–4                               | Erba                                  |
| 1978         | ATP Challenger                        | Chris Lewis (2) Russell Simpson (2)      | Rod Frawley Karl Meiler               | 6–1, 7–6                              | Cemento                               |
| 1979         | Grand Prix                            | Bernard Mitton Kim Warwick               | Andrew Jarrett Jonathan Smith         | 6–3, 2–6, 6–3                         | Cemento                               |
| 1980         | Grand Prix                            | Peter Feigl Rod Frawley                  | John Sadri Tim Wilkison               | 6–2, 7–5                              | Cemento                               |
| 1981         | Grand Prix                            | Ferdi Taygan Tim Wilkison                | Tony Graham Bill Scanlon              | 7–5, 6–1                              | Cemento                               |
| 1982         | Grand Prix                            | Andrew Jarrett Jonathan Smith            | Larry Stefanki Robert Van't Hof       | 7–5, 7–6                              | Cemento                               |
| 1983         | Grand Prix                            | Chris Lewis (3) Russell Simpson (3)      | David Graham Laurie Warder            | 7–6, 6–3                              | Cemento                               |
| 1984         | Grand Prix                            | Brian Levine John Van Nostrand           | Brad Drewett Chip Hooper              |                                       | Cemento                               |
| 1985         | Grand Prix                            | John Fitzgerald Chris Lewis (4)          | Broderick Dyke Wally Masur            | 7–6, 6–2                              | Cemento                               |
| 1986         | Grand Prix                            | Broderick Dyke Wally Masur               | Karl Richter Rick Rudeen              | 6–3, 6–4                              | Cemento                               |
| 1987         | Grand Prix                            | Kelly Jones (1) Brad Pearce              | Carl Limberger Jim Grabb              | 7–6, 7–6                              | Cemento                               |
| 1988         | Grand Prix                            | Marty Davis Tim Pawsat                   | Sammy Giammalva Jim Grabb             | 6–3, 3–6, 6–4                         | Cemento                               |
| 1989         | Grand Prix                            | Steve Guy Shūzō Matsuoka                 | John Letts Bruce Man Son Hing         | 7–6, 7–6                              | Cemento                               |
| 1990         | World Series                          | Kelly Jones (2) Robert Van't Hof         | Gilad Bloom Paul Haarhuis             | 7–6, 6–0                              | Cemento                               |
| 1991         | World Series                          | Sergio Casal Emilio Sánchez              | Grant Connell Glenn Michibata         | 4–6, 6–3, 6–4                         | Cemento                               |
| 1992         | World Series                          | Wayne Ferreira Jim Grabb                 | Grant Connell Glenn Michibata         | 6–4, 6–3                              | Cemento                               |
| 1993         | World Series                          | Grant Connell (1) Patrick Galbraith (1)  | Alex Antonitsch Aleksandr Volkov      | 6–3, 7–6                              | Cemento                               |
| 1994         | World Series                          | Patrick McEnroe Jared Palmer             | Grant Connell Patrick Galbraith       | 6–2, 4–6, 6–4                         | Cemento                               |
| 1995         | World Series                          | Grant Connell (2) Patrick Galbraith (2)  | Luis Lobo Javier Sánchez              | 6–4, 6–3                              | Cemento                               |
| 1996         | World Series                          | Marcos Ondruska Jack Waite               | Jonas Björkman Brett Steven           | abbandono                             | Cemento                               |
| 1997         | World Series                          | Ellis Ferreira (1) Patrick Galbraith (3) | Rick Leach Jonathan Stark             | 6–4, 4–6, 7–6                         | Cemento                               |
| 1998         | World Series                          | Patrick Galbraith (4) Brett Steven       | Tom Nijssen Jeff Tarango              | 6–4, 6–2                              | Cemento                               |
| 1999         | World Series                          | Jeff Tarango Daniel Vacek                | Jiří Novák David Rikl                 | 7–5, 7–5                              | Cemento                               |
| 2000         | International Series                  | Ellis Ferreira (2) Rick Leach            | Olivier Delaître Jeff Tarango         | 7–5, 6–4                              | Cemento                               |
| 2001         | International Series                  | Marius Barnard Jim Thomas                | David Adams Martín García             | 7–6(10), 6–4                          | Cemento                               |
| 2002         | International Series                  | Jonas Björkman Todd Woodbridge           | Martín García Cyril Suk               | 7–6(5), 7–6(7)                        | Cemento                               |
| 2003         | International Series                  | David Adams Robbie Koenig                | Tomáš Cibulec Leoš Friedl             | 7–6(5), 3–6, 6–3                      | Cemento                               |
| 2004         | International Series                  | Mahesh Bhupathi Fabrice Santoro          | Jiří Novák Radek Štěpánek             | 4–6, 7–5, 6–3                         | Cemento                               |
| 2005         | International Series                  | Yves Allegro Michael Kohlmann            | Simon Aspelin Todd Perry              | 6–4, 7–6(4)                           | Cemento                               |
| 2006         | International Series                  | Andrei Pavel Rogier Wassen (1)           | Simon Aspelin Todd Perry              | 7–6, 7–6                              | Cemento                               |
| 2007         | International Series                  | Jeff Coetzee Rogier Wassen (2)           | Simon Aspelin Chris Haggard           | 6–7, 6–3, [10–2]                      | Cemento                               |
| 2008         | International Series                  | Luis Horna Juan Mónaco                   | Xavier Malisse Jürgen Melzer          | 6–4, 3–6, [10–7]                      | Cemento                               |
| 2009         | ATP 250                               | Martin Damm Robert Lindstedt             | Scott Lipsky Leander Paes             | 7–5, 6–4                              | Cemento                               |
| 2010         | ATP 250                               | Marcus Daniell Horia Tecău               | Marcelo Melo Bruno Soares             | 7–5, 6–4                              | Cemento                               |
| 2011         | ATP 250                               | Marcel Granollers Tommy Robredo          | Johan Brunström Stephen Huss          | 6–4, 7–6(6)                           | Cemento                               |
| 2012         | ATP 250                               | Oliver Marach (1) Alexander Peya         | František Čermák Filip Polášek        | 6–3, 6–2                              | Cemento                               |
| 2013         | ATP 250                               | Colin Fleming Bruno Soares               | Johan Brunström Frederik Nielsen      | 7–6(1), 7–6(2)                        | Cemento                               |
| 2014         | ATP 250                               | Julian Knowle Marcelo Melo               | Alexander Peya Bruno Soares           | 4–6, 6–3, [10–5]                      | Cemento                               |
| 2015         | ATP 250                               | Raven Klaasen Leander Paes               | Dominic Inglot Florin Mergea          | 7–6(1), 6–4                           | Cemento                               |
| 2016         | ATP 250                               | Mate Pavić (1) Michael Venus (1)         | Eric Butorac Scott Lipsky             | 7–5, 6–4                              | Cemento                               |
| 2017         | ATP 250                               | Marcin Matkowski Aisam-ul-Haq Qureshi    | Jonathan Erlich Scott Lipsky          | 1–6, 6–2, [10–3]                      | Cemento                               |
| 2018         | ATP 250                               | Oliver Marach (2) Mate Pavić (2)         | Maks Mirny Philipp Oswald             | 6–4, 5–7, [10–7]                      | Cemento                               |
| 2019         | ATP 250                               | Ben McLachlan (1) Jan-Lennard Struff     | Raven Klaasen Michael Venus           | 6–3, 6–4                              | Cemento                               |
| 2020         | ATP 250                               | Luke Bambridge Ben McLachlan (2)         | Marcus Daniell Philipp Oswald         | 7–6(3), 6–3                           | Cemento                               |
| 2021         | Annullato per pandemia di Coronavirus | Annullato per pandemia di Coronavirus    | Annullato per pandemia di Coronavirus | Annullato per pandemia di Coronavirus | Annullato per pandemia di Coronavirus |
| 2022         | Annullato per pandemia di Coronavirus | Annullato per pandemia di Coronavirus    | Annullato per pandemia di Coronavirus | Annullato per pandemia di Coronavirus | Annullato per pandemia di Coronavirus |
| 2023         | ATP 250                               | Nikola Mektić (1) Mate Pavić (3)         | Nathaniel Lammons Jackson Withrow     | 6–4, 6(5)–7, [10–6]                   | Cemento                               |
| 2024         | ATP 250                               | Wesley Koolhof Nikola Mektić (2)         | Marcel Granollers Horacio Zeballos    | 6–3, 6(5)–7, [10–7]                   | Cemento                               |
| 2025         | ATP 250                               | Nikola Mektić (3) Michael Venus (2)      | Christian Harrison Rajeev Ram         | w/o                                   | Cemento                               |